# Дезробіць
Дезробіць, Дезробіці (рум. Dezrobiți) — село у повіті Вилча в Румунії. Входить до складу комуни Фринчешть.
Село розташоване на відстані 164 км на північний захід від Бухареста, 17 км на південний захід від Римніку-Вилчі, 83 км на північ від Крайови, 131 км на південний захід від Брашова.

## Населення
За даними перепису населення 2002 року у селі проживала 761 особа. Усі жителі села рідною мовою назвали румунську.
Національний склад населення села:
| Національність | Кількість осіб | Відсоток |
| -------------- | -------------- | -------- |
| румуни         | 755            | 99,2%    |
| цигани         | 5              | 0,7%     |